# Казаріна Людмила Семенівна
Казаріна Людмила Семенівна (23 листопада 1938 року, м. Усть-Камчатськ, Камчатської області, РСРФР, СРСР) – інженер-механік тепловозного господарства, викладач вищої школи, помічник машиніста тепловоза.

## Біографія
Людмила Семенівна Казаріна народилася 23 листопада 1938 року в м. Усть-Камчатськ в сім’ї військового. 1940 року родина переїжджає на нове місце служби батька в м. Віштіс Литовської РСР. 1946 року сім’я мешкає в селищі Залізничне Калінінградської області, а Людмила Казаріна навчається в середній школі (1946-1956 рр.).
1957 році вступає до Ленінградського інституту інженерів залізничного транспорту.

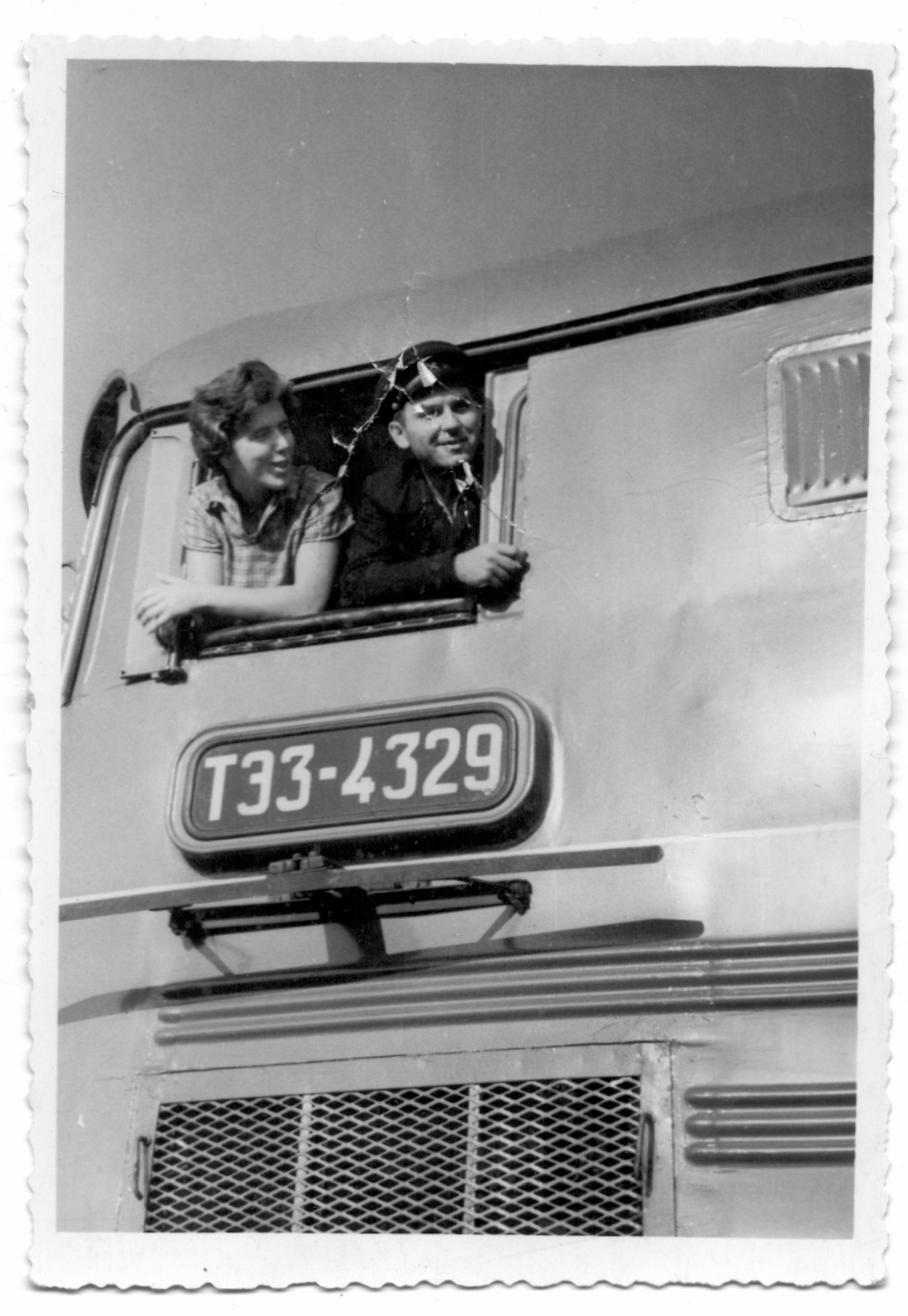
Казаріна Людмила, помічник машиніста тепловоза депо Одеса-Сортувальна, серпень 1963 р.

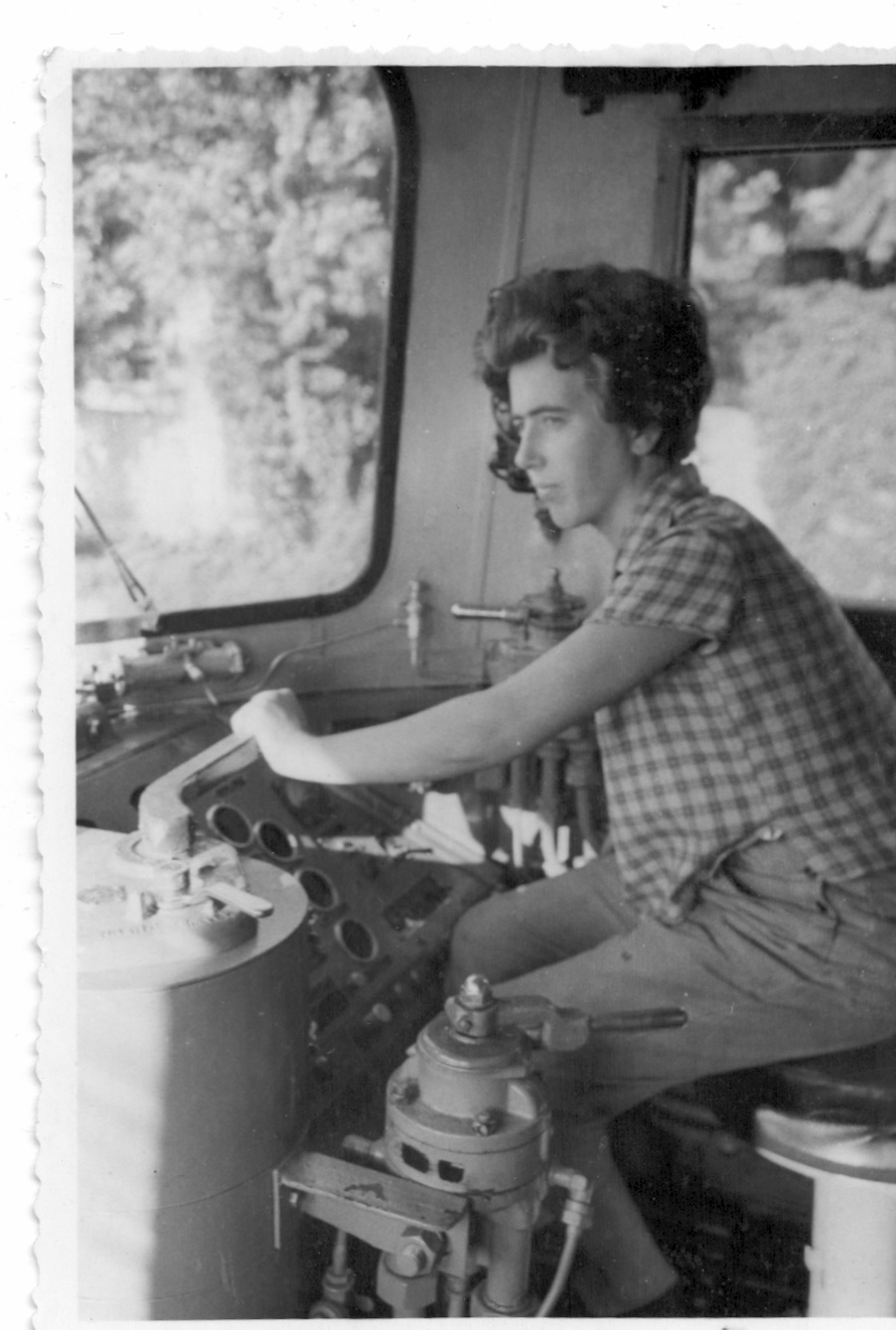
Казаріна Людмила, керує тепловозом, депо Одеса-Сортувальна, серпень 1963 р.

За сімейними обставинами в 1958 році переїжджає до м. Одеса, де працює в депо станції Одеса-Сортувальна помічником машиніста тепловоза, спочатку на маневровій роботі, потім на вантажних перевезеннях, а згодом їй довіряють водити пасажирські потяги. І паралельно навчається в Одеському навчально-консультаційному пункті Дніпропетровського інституту інженерів залізничного транспорту (ДІІТ).
Після закінчення навчання (1963 р.) отримує фах інженера-механіка за спеціальністтю "Тепловози та тепловозне господарство" та її переводять працювати інженером. Але досвід практичної роботи та отримані у закладі вищої освіти (ЗВО) знання підштовхують молодого інженера до отримання більш фундаментальних знань і вона вступає до аспірантури в ДІІТ. Усе подальше життя пов'язане із університетом.

## Викладацька діяльність
Із 1963 року працює на кафедрі «Локомотиви» під керівництвом професора В. М. Тверітіна – інженером, старшим науковим співробітником науково-дослідної частини.
Паралельно з науковою роботою працює викладачем кафедри «Локомотиви». Займається розробкою методичних та навчальних посібників для курсового та дипломного проєктування.

## Коло наукових інтересів
Пошук оптимальних варіантів використання тепловозів з гідромеханічною та електричною передачами на промислових підприємствах, та ефективне використання паливно-мастильних матеріалів. Працює над проблемами надійності двигунів внутрішнього згорання, які встановлювалися на маневрових тепловозах.
Казаріна Л.С. опублікувала більше 30 наукових праць.

## Науково-педагогічна діяльність
Здобуття незалежності Українською державою потребувало внесення змін в процес підготовки інженерних кадрів. І 1994 року Л. С. Казаріна, як спеціаліст, який розуміє тонкощі поєднання наукових знань та їх практичного втілення, була призначена заступником начальника навчального відділу ДНУЗТ (УДУНТ). На цій посаді вона працює до 2007 року.
2007 року вона полишає трудову діяльність. 
2010 року керівництво ДНУЗТ запросило Л. С. Казаріну повернутися до активної трудової діяльності і призначило її на посаду начальника навчально-методичного відділу. Були підібрані висококваліфіковані кадри відділу та оновлена матеріально-технічна база. Робота відділу направлена на більш планову та якісно організовану методичну роботу науково-педагогічних працівників, підвищення іхньої педагогічної кваліфікації. Робота відділу забезпечила організацію ліцензування діяльності університету з підготовки фахівців за новими спеціальностями, освітніми програмами та їх акредитацію.
Постійно підвищувала свій професійний рівень, в тому числі в Академії педагогічних Наук України,  Навчально-науковому центрі розвитку професійної освіти УДУНТ
Та роки беруть своє і в 2020 році Людмила Семенівна виходить на заслужений відпочинок. 
Такий ось собі трудовий марафон жінки, від помічника машиніста тепловоза (що на 60-ті роки минулого століття було дивиною) до провідного спеціаліста з організації навчального процесу у ЗВО технічного профілю.

## Сім'я
Чоловік – Володимир;
Донька – Ольга;
Донька – Тамара.

## Найважливіші публікації
1. Організація навчального процесу : Збірник положень / Укл.: Б.Є. Боднар, Є.М. Губенко, Ю.М. Івченко, Л.С. Казаріна, Ю.В. Малишев, Є. Г. Нєчаєв. - Дніпропетровськ, 2006. – 68 с. – (ДІІТ).
2. Довбня, М. П. Методические указания к разработке технологической документации на ремонт узлов и агрегатов тепловозов при курсовом и дипломном проектировании / М.П. Довбня, Л.С. Казарина. – Днепропетровск : ДИИТ, 1990. – 33 с. : табл., ил. – (ДИИТ. Каф. Локомотивы и локомотивное хозяйство)
3. Теория и конструкция локомотивов : Задание на курсовой проект с метод. указ. Ч. 1 / Сост. М.И. Мартышевский, Е.Г. Нечаев, В.М. Ляшук, В М. Климов, Л.С. Казарина. – Днепропетровск : ДИИТ, 1991. – 20 с. : табл. – (ДИИТ. Каф. Локомотивы и локомотивное хозяйство)
4. Теорія та конструкція локомотивів : Метод. вказівки до вик. курс. проекту "Розрахунок техніко-економічних характеристик тепловоза" : Для студ. спец. "Рухомий склад та спец. техніка залізн. трансп." спеціалізації "Виробництво, експлуатація та ремонт локомотивів" / Д.В. Бобирь, Л. С.Казаріна, М.І.Мартишевський, Є.Г. Нєчаєв. – Дніпропетровськ : Вид-во Днiпропетр. нац. ун-ту залізн. трансп. iм. акад. В. Лазаряна, 2006. – 26 с.
5. Анализ причин и сроков замены масел в дизелях тепловозов 2ТЭ116 / Л.С. Казарина, О.Г. Козловская, В.И. Опришко, В.У. Варфоломеев и др. // Повышение эффективности эксплуатации локомотивов и совершенствование их конструкции : Межвуз. сб науч. тр. / РИИЖТ. – Ростов н/Д, 1988. – С. 65-68.
6. Варфоломеев, В. У. Диагностирование механических узлов подвижного состава / В.У. Варфоломеев, Л.С. Казарина // Вопросы улучшения технического содержания вагонов и совершенствования ходовых частей : Межвуз. сб. науч. тр. / ДИИТ. – Днепропетровск, 1982. – Вып.221/7. – С. 72-74.
7. Варфоломеев, В. У. Исследование износа деталей цилиндропоршневой группы дизеля 6ЧН 21/21 : депонированная рукопись / В.У. Варфоломеев, Л.С. Казарина ; ДИИТ. – Днепропетровск : [б. и.], 1981. – 7 с. – Деп. в ЦНИИТЭИ МПС 8.04.81, № 1471/81. – Б. ц.
8. Варфоломеев, В. У. Исследование надежности дизелей 6ЧН21/21 : депонированная рукопись / В.У. Варфоломеев, Л.С. Казарина ; ДИИТ. – Днепропетровск : [б. и.], 1981. – 11 с. – Деп. в ЦНИИТЭИ МПС 8.04.81, № 1472/81. – Б. ц.
9. Варфоломеев, В. У. Исследование причин и периодичности замены дизельного масла на тепловозах 2ТЭ116 / В.У. Варфоломеев, Л.С. Казарина,О.Г. Козловская, В.И. Опришко ; ДИИТ. – Днепропетровск : [б. и.], 1985. – 7 с. – Деп. в ЦНИИТЭИ МПС 30.12.85, № 3430-жд. – Б. ц.
10. Исследование ремонтопригодности тепловозных дизелей 1А-5Д49 / Л.С. Казарина, О.Г. Козловская, В.У. Варфоломеев, В.И. Опришко // Пути повышения надежности и экономичности тепловозов : Межвуз. сб. науч. тр. / ДИИТ. – Днепропетровск, 1987. – Вып. 256/10. – С. 34-36.
11. Казарина, Л. С. Выбор измерителя для нормирования расходов топлива на тепловозы металлургических заводов / Л.С. Казарина // Эксплуатация локомотивов : Труды ДИИТа. - Днепропетровск, 1974. – Вып. 156. – С. 54-58.
12. Казарина, Л. С. Перспективы применения тепловоза с гидравлическими передачами / Л.С. Казарина // Тезисы докладов XVII научно-технической конференции института / ДИИТ. – Днепропетровск, 1967. – С. 107.
13. Казарина, Л. С. Сравнение эффективности тепловозов с электрической и гидравлической передачами / Л.С. Казарина // Повышение эффективности работы тепловозов : Труды ДИИТа. – Днепропетровск, 1967. – Вып. 65. – С. 33-35
14. Кузнецов, Т. Ф. Применение методов теории подобия в задачах моделирования надежности тепловозов / Т.Ф. Кузнецов, В.А. Федорец, Л.С. Казарина // Проблемы механики железнодорожного транспорта. Повышение надежности и совершенствование конструкций подвижного состава : Тез. докл. Всесоюзной конф. (Днепропетровск, май 1988 г.). – Днепропетровск, 1988. – С. 142-143.
15. Обеспечение ремонта локомотивов запасными частями / Н.П. Довбня, Л.И. Котова, Л.С. Казарина, А.М. Дубинский // Пути повышения надежности и экономичности тепловозов : Межвуз. сб. науч. тр. / ДИИТ. – Днепропетровск, 1991. – Вып. 285/12. – С. 34-36.
16. Резервы экономии топливно-энергетических ресурсов на промышленном транспорте / В.Н. Тверитин, А.Г. Домашов, Л.С. Казарина, П.Л. Корховой // Повышение эффективности работы тепловоза : Труды ДИИТа. – Днепропетровск, 1972. – Вып. 141. – С. 3-10.
17. Тверитин, В. Н. Обобщение некоторых результатов испытаний тепловозов ТЭ3 / В.Н. Тверитин, Л.С. Казарина // Повышение эффективности работы тепловозов : Труды ДИИТа. – Днепропетровск, 1967. – Вып. 65. – С. 4-10.
18. Казаріна, Л. С. Навчаємось навчати / Л. С. Казаріна // ДІІТ сьогодні. – 2011. – 10 лют. – С. 2.
19. Казаріна, Л. С. Підвищення вимог до методичного забезпечення викладання дисциплін / Л. С. Казаріна // ДІІТ сьогодні. – 2011. – 10 лют. – С. 3.
20. Казаріна, Л. С. Моніторинг діяльності кафедр щодо організації та проведення відкритих лекцій (1 семестр 2017-2018 н. р.) / Л. Казаріна, Г. Белейчик // ДІІТ сьогодні. – 2017. – № 14 груд.